# Erinaceus concolor
El erizo oscuro oriental sureño (Erinaceus concolor) es una especie de mamífero erinaceomorfo de la familia de los erinaceidos.

## Características
Es un erizo muy similar en apariencia y estilo de vida al erizo común, pero se caracteriza por una mancha blanca en el pecho. Durante mucho tiempo se les consideró una única especia,y de hecho pueden cruzarse.
A diferencia del erizo común, el erizo oscuro oriental no excava nunca madrigueras, sino que prefiere hacerse nidos de hierba en lugares ocultos.

## Distribución geográfica
Habita desde la península de Anatolia hasta Israel, Siria, Líbano, Irak e Irán incluyendo el sur del Cáucaso.

## Taxonomía
Originalmente estaba incluida dentro de Erinaceus europaeus, sin embargo estudios genéticos y morfológicos posteriores indican que se trata de otra especie. Por otro lado, la inclusión de la subespecie E. c. rhodius requiere aún un estudio más detallado.

### Subespecies
Se conocen las siguientes subespecies:
- Erinaceus concolor concolor Martin, 1838
- Erinaceus concolor rhodius Festa, 1914
- Erinaceus concolor transcaucasicus Satunin, 1905